# Brevechelidonium siamensis
Brevechelidonium siamensis là một loài bọ cánh cứng trong họ Cerambycidae.